# Ctenitis
Ctenitis är ett släkte av träjonväxter. Ctenitis ingår i familjen Dryopteridaceae.

## Bildgalleri

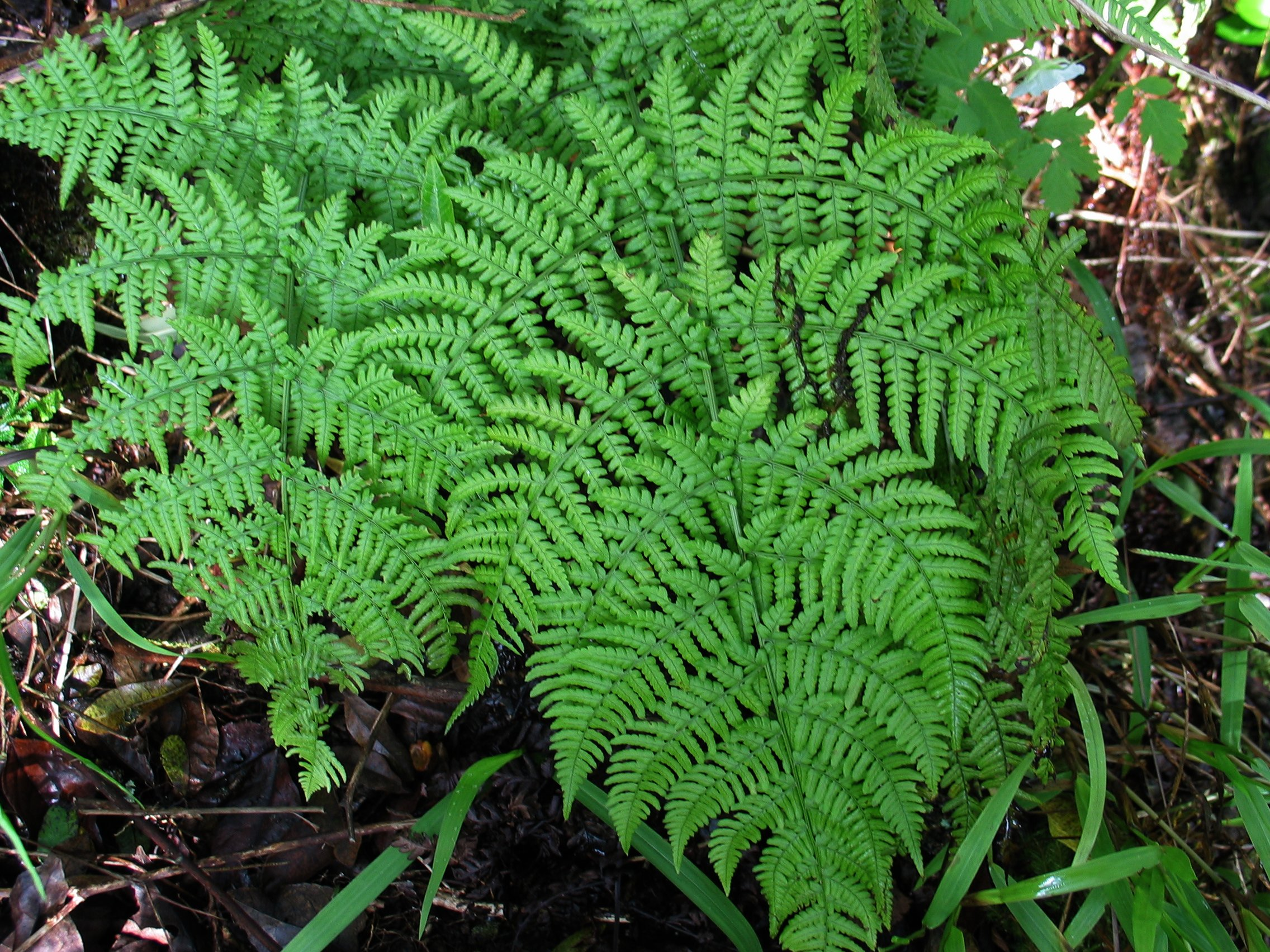
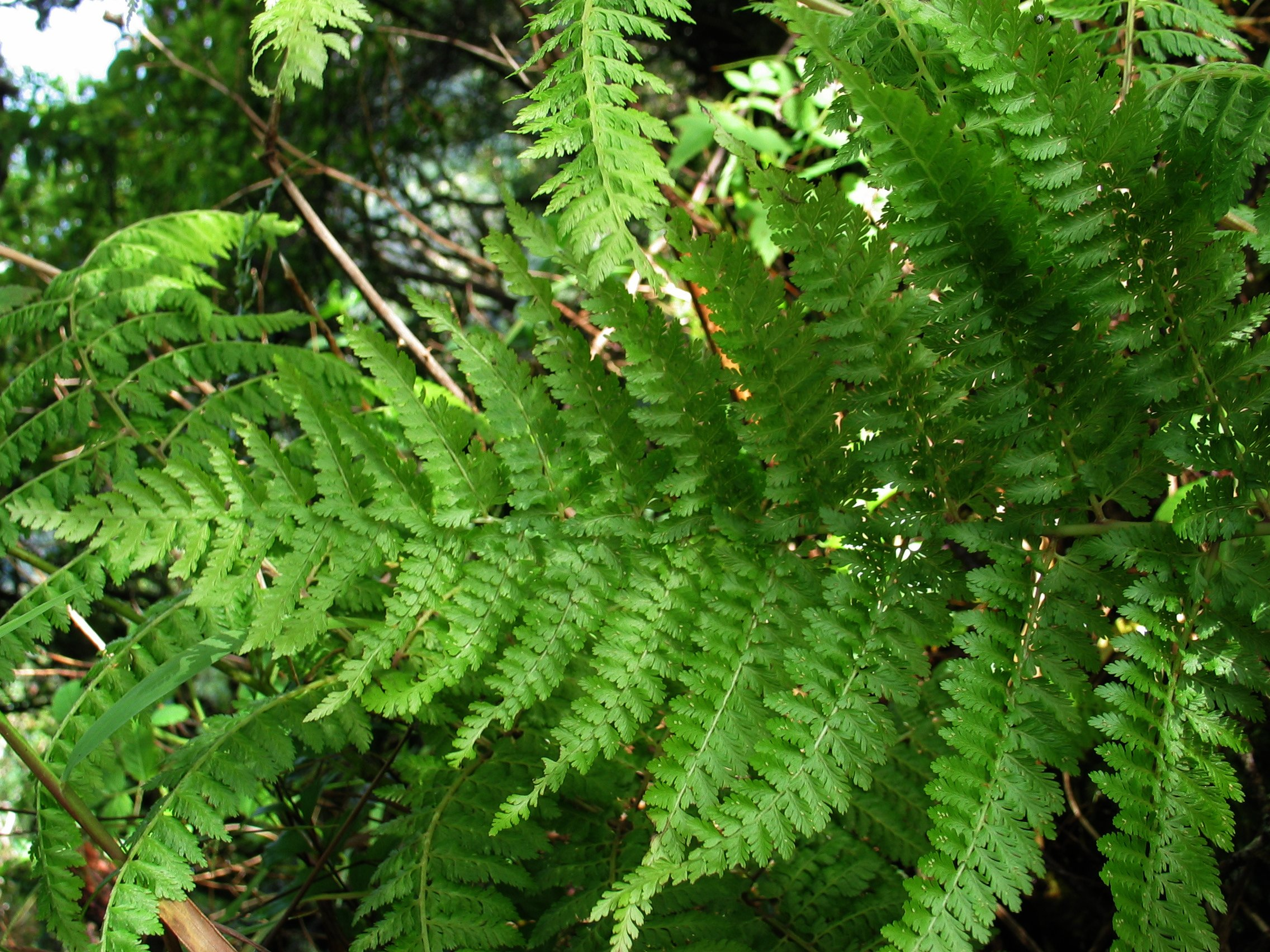

## Dottertaxa tillCtenitis, i alfabetisk ordning[1]
- Ctenitis abyssi
- Ctenitis aciculata
- Ctenitis alpina
- Ctenitis alteroblumei
- Ctenitis ampla
- Ctenitis angusta
- Ctenitis anniesii
- Ctenitis apicalis
- Ctenitis aspidioides
- Ctenitis atrorubens
- Ctenitis baulensis
- Ctenitis bigarellae
- Ctenitis bivestita
- Ctenitis blepharochlamys
- Ctenitis boholensis
- Ctenitis borbonica
- Ctenitis bullata
- Ctenitis bulusanica
- Ctenitis calcicola
- Ctenitis cheilanthina
- Ctenitis chiapasensis
- Ctenitis chiriquiana
- Ctenitis cirrhosa
- Ctenitis clathrata
- Ctenitis coriacea
- Ctenitis crinita
- Ctenitis croftii
- Ctenitis crystallina
- Ctenitis cumingii
- Ctenitis cyclochlamys
- Ctenitis decurrentipinnata
- Ctenitis deflexa
- Ctenitis desvauxii
- Ctenitis dianguiensis
- Ctenitis dingnanensis
- Ctenitis distans
- Ctenitis dolphinensis
- Ctenitis dumrongii
- Ctenitis eatonii
- Ctenitis elata
- Ctenitis equestris
- Ctenitis erinacea
- Ctenitis eriocaulis
- Ctenitis erythradenia
- Ctenitis excelsa
- Ctenitis falciculata
- Ctenitis fenestralis
- Ctenitis fijiensis
- Ctenitis flexuosa
- Ctenitis grisebachii
- Ctenitis guidianensis
- Ctenitis harrisii
- Ctenitis hemsleyana
- Ctenitis hirta
- Ctenitis humida
- Ctenitis humilis
- Ctenitis hypolepioides
- Ctenitis interjecta
- Ctenitis iriomotensis
- Ctenitis jinfoshanensis
- Ctenitis kinabaluensis
- Ctenitis kjellbergii
- Ctenitis koordersii
- Ctenitis laetevirens
- Ctenitis lanceolata
- Ctenitis latifrons
- Ctenitis lorencei
- Ctenitis madagascariensis
- Ctenitis mannii
- Ctenitis maritima
- Ctenitis mascarenarum
- Ctenitis melanochlamys
- Ctenitis melanosticta
- Ctenitis meridionalis
- Ctenitis mexicana
- Ctenitis microchlaena
- Ctenitis microlepigera
- Ctenitis minima
- Ctenitis minutiloba
- Ctenitis muluensis
- Ctenitis nemorosa
- Ctenitis nigrovenia
- Ctenitis ochrorachis
- Ctenitis oophylla
- Ctenitis paleolata
- Ctenitis pallatangana
- Ctenitis pallens
- Ctenitis paranaensis
- Ctenitis parvula
- Ctenitis pauciflora
- Ctenitis pedicellata
- Ctenitis propinqua
- Ctenitis pseudorhodolepis
- Ctenitis rapensis
- Ctenitis refulgens
- Ctenitis salvinii
- Ctenitis samoensis
- Ctenitis santae-clarae
- Ctenitis sciaphila
- Ctenitis seramensis
- Ctenitis setosa
- Ctenitis silvatica
- Ctenitis sinii
- Ctenitis sloanei
- Ctenitis sotoana
- Ctenitis squamigera
- Ctenitis strigilosa
- Ctenitis subconnexa
- Ctenitis subdryopteris
- Ctenitis subglandulosa
- Ctenitis submarginalis
- Ctenitis subobscura
- Ctenitis sumbawensis
- Ctenitis tabacifera
- Ctenitis thelypteroides
- Ctenitis thwaitesii
- Ctenitis truncicola
- Ctenitis ursina
- Ctenitis waiwaiensis
- Ctenitis variabilis
- Ctenitis velata
- Ctenitis vellea
- Ctenitis vilis